# Agabinus sculpturellus
Agabinus sculpturellus är en skalbaggsart som beskrevs av Zimmermann 1919. Agabinus sculpturellus ingår i släktet Agabinus och familjen dykare. Inga underarter finns listade i Catalogue of Life.